# Phatt
Phatt, ook bekend onder zijn echte naam Ricardo Burgrust, is een Nederlands zanger, songwriter, componist en producer. Over het algemeen zingt hij onder de naam Phatt en gebruikt hij zijn echte naam als hij produceert, schrijft en componeert. Phatt was lid van de RMXCRW. Hij werkt(e) samen met artiesten als Candy Dulfer, Glennis Grace, Anouk, Chaka Khan en Rick Ross. Phatt zingt soul- en R&B-nummers en is vocalist voor dance- en hiphopacts.

## Biografie
Op 6-jarige leeftijd begon Phatt in een zangkoor in Rotterdam. Hij was geïnspireerd door zijn neef, die een popster in Portugal was. Phatt's moeder komt uit Portugal en zijn vader uit Suriname.
Phatt ging als tiener naar de Havo voor Muziek en Dans in Rotterdam. Daarna studeerde hij zang aan het conservatorium. Sinds 2010 geeft hij les aan het conservatorium in Amsterdam en in Rotterdam.
Op zijn 16e zong Phatt vocals in voor een remix van de hit 'Girl' van Anouk, die hij kende via haar toenmalige echtgenoot en leadzanger van de band Postmen, Remon Stotijn. Dat was Phatts eerste professionele stap in de muziekwereld. Anouk vroeg hem vervolgens als achtergrondzanger in haar band. Al snel werkte Phatt samen met andere Nederlandse en internationale acts als zanger en vocalist. Zo werkt hij behalve met Anouk en Postman samen met Candy Dulfer, Glennis Grace en het Metropole Orkest. Phatt is ook achtergrondzanger van Amerikaans popicoon Chaka Khan wanneer zij in Nederland is.
Van 2005 tot 2010 zat Phatt in de RMXCRW. Hun eerste release was een remix van Kevin Lyttles 'Turn Me On'. De drie leden van de formatie namen ieder hun eigen muziekstijl mee: rap, dancehall en soul/R&B. Phatt nam met zijn zang de soul/R&B voor zijn rekening. Met de RMXCRW heeft Phatt het podium gedeeld met internationale acts zoals Dru Hill, 112 en Jodeci. De RMXCRW had in Nederland hits met 'Je Doet' en 'Viben'. Ze maakten een wereldtournee door Europa, Azië en het Caribisch gebied. In 2010 ging de groep uit elkaar na een afscheidsconcert op Sint Eustatius.
Phatt werkt aan verschillende projecten als soloartiest. Hij maakte het dancenummer ‘Looking for Love’, dat op nummer 3 stond in de Portugese iTunes download charts en in de Portugal Singles Top 50. Van dit nummer maakte Phatt zelf een ballad, die op nummer 1 kwam in de FunX Charts.
Phatt stond in het voorprogramma van R&B-artiesten Ciara, Joe, Akon en Ne-Yo. Hij staat met het nummer 'Dancing' op de soundtrack van de dansfilm Body Language. In het voorjaar van 2012 kwam zijn ep #Lovely EP uit, met uitsluitend zelf geschreven en geproduceerde nummers. De eerste single is het nummer 'I Think I Love You'. In 2012 is Phatt met onder anderen Sabrina Starke en Ruben Hein een van de Muzikale Helden van theater De Kleine Komedie in Amsterdam. In 2007 was Phatt samen met Starke in de race om de Music Matters Award te winnen en daarmee muziekambassadeur van Rotterdam te worden. Phatt kreeg lovende kritieken. De titel ging echter naar Starke.
Phatt werkte samen met Omega, een beginnend zanger uit Atlanta, aan de officiële remix van het nummer ‘Make Love to this Music’ van de Amerikaanse rapper Rick Ross.
Phatt produceert nummers voor hiphopartiesten Winne en Gers Pardoel. Zo werkte hij aan de gouden plaat. Deze Wereld is van Jou van Gers Pardoel. Phatt schrijft ook liedjes voor artiesten. Daarnaast is hij vocalist in de hiphopwereld. Zo is hij te horen in nummers van Nederlandse rappers.

## Discografie

### Nummers
| Titel                  | Artiest                               | Credits                                                          | Positionering in hitlijsten | Album                           | Uitgebracht door     |
| ---------------------- | ------------------------------------- | ---------------------------------------------------------------- | --------------------------- | ------------------------------- | -------------------- |
| Als je slaapt          | Glennis Grace                         | Ricardo Burgrust - Piano                                         | Nr. 9 in Nederland          |                                 |                      |
| Girl - B Side Single   | Anouk                                 | Ricardo Burgrust - Backingvocals                                 |                             |                                 |                      |
| Ping!                  | Fouradi                               | Ricardo Burgrust - Songwriter                                    | Nr. 20 in Nederland         |                                 | ABC Entertainment    |
| Een Date               | Damaru                                | Ricardo Burgrust - Songwriter                                    |                             | Tuintje in mijn hart            | Top Notch            |
| Zo Zit Het Niet        | Damaru                                | Ricardo Burgrust - Songwriter, backingvocals                     |                             | Tuintje in mijn hart            | Top Notch            |
| Deze Wereld is van jou | Gers Pardoel met Phatt                | Ricardo Burgrust - co-production, songwriter, vocals             |                             | Deze Wereld Is Van Jou          | Top Notch            |
| 20:03                  | Gers Pardoel met Guus Meeuwis         | Ricardo Burgrust - co-production                                 |                             | Deze Wereld Is Van Jou          | Top Notch            |
| Wat ik zie             | Kempi met Phatt                       | Ricardo Burgrust - Songwriting and vocals                        |                             | Het testament van Zanian Adamus | Top Notch            |
| Ouder                  | Monsif                                | Ricardo Burgrust - co production, songwriting and backing vocals |                             | Voor Jou                        | Zonamo Entertainment |
| Looking for Love       | Delivio Reavon & Aaron Gill met Phatt | Ricardo Burgrust - co production, songwriting and vocals         | Nr. 42 in Portugal          | Looking for Love                | Cloud9               |
| Dancing                | Delivio Reavon & Aaron Gill met Phatt | Ricardo Burgrust - co production, songwriting and vocals         |                             | Looking for Love                | Cloud9               |